# Хоппе, Марианна
Марианна Хоппе (нем. Marianne Stefanie Paula Henni Gertrud Hoppe; 26 апреля 1909, Росток — 23 октября 2002, Зигсдорф) — немецкая актриса театра и кино.

## Биография
Родилась в семье помещика Карла Хоппе и его жены Маргареты, урождённой Кюхенмайстер, росла в поместье Фельзенхаген в Остпригнице. В 1924—1926 годах посещала гимназию королевы Луизы в Берлине, а затем коммерческое училище в Веймаре. Увлеклась театром, брала частные уроки у актрисы Люси Хёфлих. В 1928—1930 годах выступала на сцене Немецкого театра Макса Рейнхардта в Берлине, в 1930—1932 годах служила в Новом театре во Франкфурте-на-Майне, в 1932—1934 годах — в мюнхенском «Каммершпиле», с 1935 года — в Прусском государственном театре в Берлине.
В 1933 году дебютировала в кино. В числе её наиболее значительных ролей — Элька в одноимённой экранизации новеллы Теодора Шторма «Всадник на белом коне» (1934), Эффи Брист в фильме «Шаг с пути» (1939) по повести Теодора Фонтане и Мадлен в «Романсе в миноре» (1943).
После Второй мировой войны Марианна Хоппе сосредоточилась на работе в театре — играла в Дюссельдорфе, Гамбурге, Бохуме, Франкфурте-на-Майне, а в последние годы в театре «Берлинер ансамбль» и венском Бургтеатре, время от времени снимаясь в кино и на телевидении. В 1997 году, в 88 лет, подменив заболевшего Бернхарда Минетти, вышла на сцену «Берлинер ансамбль» в «Карьере Артуро Уи» Б. Брехта. Выступала с литературными программами (одна из них была посвящена памяти Ингеборг Бахман), сыграла в музыкальной радиопьесе Эльфриды Елинек и Ольги Нойвирт «Уровень смертности» (1997). Предпочитала играть в пьесах авангардистов, таких как Хайнер Мюллер и Томас Бернхард.
«Немецкий театр лишился своей королевы», — сказал на похоронах Марианны Хоппе художественный руководитель театра «Берлинер ансамбль» Клаус Пайман.

## Частная жизнь
В 1936—1946 годах Марианна Хоппе была замужем за актёром и режиссёром Густафом Грюндгенсом, который стал прототипом заглавного героя романа Клауса Манна «Мефистофель» (1936), получившего широкую известность благодаря фильму Иштвана Сабо «Мефисто» (1981). Этот брак служил своего рода алиби для супругов нетрадиционной сексуальной ориентации. В 1946 году он был расторгнут, в том же году от британского журналиста Ральфа Иззарда у неё родился сын Бенедикт Хоппе.
Марианна Хоппе проживала в баварском Зигсдорфе и похоронена на местном кладбище.

## Признание
Актрисе посвящён фильм Вернера Шрётера «Королева» (2000).